# Баканчук Михайло Антонович
Михайло Антонович Баканчук (псевдо «Антон»; 27 листопада 1930, с. Горинка — 22 квітня 2019, м. Тернопіль) — учасник українських національно-визвольних змагань, член ОУН, український громадський і політичний діяч, інженер. Член НРУ (1989), Спілки політв'язнів і репресованих (1991), КУН (1992). Нагороджений Орденом «За заслуги» 3-го ступеня (2007).

## Життєпис
Михайло Баканчук народився 27 листопада 1930 року в селі Горинці (за польським адмінподілом — Кременецький повіт, Волинське воєводство, нині Кременецький район, Тернопільська область, Україна).
Закінчив 6 класів (на час арешту), протягом певного часу навчався в Кременецькій середній школі, пізніше закінчив Київський технікум електротранспорту і громадських споруд.
Забезпечував т.зв. «зв’язок», тобто передавав «ґрипси» (таємні донесення або розпорядчі документи), також здійснював розвідку на Крем'янеччині та Шумщині, брати участь у декількох бойових сутичках із чекістами. У 1947 р. відзначився в операції з викриття одного з повстанців, бійця т. зв. винищувального батальйону радянських спецслужб. У 1946—1947 роках співпрацював із надрайоновим ОУН (СБ і зв'язку) на Кременеччині. Член ОУН із серпня 1947.
Під загрозою арешту змушено пішов у глибоке підпілля у травні 1947 р. Спочатку переховувався серед товаришів-боївкарів, через два місяці оселився у Свято-Духівському скиті поблизу Почаївської лаври. Арештований 17 жовтня 1947 року, у березні 1948 року Військовим трибуналом Тернопільської області засуджений на 25 років ВТТ. Відбував ув'язнення в м. Норильську. У 1953 році за участь у повстанні політв'язнів засуджений ще на 5 років ув'язнення. Звільнений у 1956 році без дозволу на прописку в Західній Україні. Реабілітований у 1997 році.
Жив і працював на Донбасі та в м. Кривому Розі (Дніпропетровська область). Від 1960 — знову в м. Кременці. У 1973—1983 — головний інженер на комбінаті хлібопродуктів у смт Рокитному на Київщині. Від 1983 — у м. Тернополі.
Член НРУ (1989), Спілки політв'язнів і репресованих (1991), КУН (1992).
Помер 22 квітня 2019 року в Тернополі. Панахиду планували на 19:00 23 квітня, у Будинку скорботи на вул. Микулинецькій, 27, чин похорону — на 24 квітня.

## Нагороди
Нагороджений Орденом «За заслуги» 3-го ступеня (2007).